# Национални парк Рисњак
Национални парк „Рисњак", смештен у Горском котару (Хрватска), основан је 1953. године на површини од 3041 хектара. 
Основу парка чини масив планине Рисњак, са врхом на 1528 метара, а 1997. године површина парка повећана је на 6400 хектара и данас је на подручју парка извор реке Купе.
Улаз у национални парк (и планинарење) је могуће из неколико смерова:
- Од зграде Управе националног парка у Бијелој Водици (Црни Луг) (од Загреба - излаз Делнице)
- Од Горњег Јелења преко Виља
- Од Платка

Парк је изразит пример висинског рашчлањења динарског планинског система у рељефном, геолошком, хидролошком и климатском погледу, биљном покрову и животињском свету. Подручје је подељено у две зоне: зону строге и зону усмерене заштите - у ужој зони много је природних знаменитости ретке лепоте због којих је оно и уврштено у највиши степен заштите природе.